# لوئیس سانتوس سیلوا
لوئیس سانتوس سیلوا (اسپانیایی: Luis Santos Silva‎) بازیکن فوتبال اهل پاراگوئه بود.
وی همچنین در تیم ملی فوتبال پاراگوئه بازی کرده‌است.